# Château de Chaillou
Le château de Chaillou est situé à Châtillon-sur-Indre, en France.

## Localisation
Le château est situé sur la commune de Châtillon-sur-Indre, en limite de Villedômain, dans le département de l'Indre, en région Centre-Val de Loire. 

## Description
Le château de Chaillou est composé de deux ailes en équerre surmontées d'une toiture éclairée par d'importantes lucarnes. La façade du XVIIe siècle englobe des parties plus anciennes : au sud-est on peut voir les restes de l'ancien château, avec deux tours à poivrière encadrant une façade percée de fenêtres d'époque Renaissance[réf. souhaitée].

## Historique
Autrefois dénommé « Les Pruneaux », le château de Chaillou dépendait de la paroisse de Saint-Martin-de-Vertou avant d’être rattaché à Châtillon-sur-Indre. Le château appartint au XVIe siècle à la famille de Sorbiers, qui possédait de nombreuses seigneuries dans la région. Le 14 avril 1547, René de Sorbiers, écuyer, fait hommage au roi Henri II pour sa seigneurie des Pruneaux. À la fin du XVIIe siècle, le domaine devint la propriété de la famille Amelot de Chaillou, le nom « Les Pruneaux » fut remplacé par celui de Chaillou. En 1809, Chaillou fut acheté par Philippe Robin de La Cotardière, qui était aussi propriétaire du château de Saint-Cyran-du-Jambot. Aujourd’hui propriété privée, il n’est pas ouvert au public. La famille de l’actuel propriétaire a acquis la bâtisse en 1809. Depuis, il est toujours resté dans la même famille,.